# Strage di Lasa
La strage di Lasa fu una delle stragi compiute da soldati dell'Heer, l'esercito tedesco, alla fine della seconda guerra mondiale. Ebbe luogo a Lasa, un paesino della Val Venosta, in Alto Adige, il 2 maggio 1945.

## Storia

### Antefatti
In una delle frazioni di Lasa, Cengles, si trovava una polveriera dell'Esercito Italiano. Verso la fine della seconda guerra mondiale la polveriera era in mano ai tedeschi; era già stata fissata la data in cui i tedeschi dovevano consegnare le armi: la resa di Caserta delle ore 14 del 2 maggio 1945. Nonostante la resa, gli americani decisero di lasciare ai tedeschi le armi per poter difendersi durante la loro ritirata.
Durante quel periodo la polveriera era gestita dai tedeschi, con un centinaio di operai italiani, dislocati lì dal Südtiroler Ordnungsdienst (SOD). Il 1º maggio, il giorno prima della fine delle operazioni, due operai decisero di rubare due secchi pieni di munizioni.

### Rappresaglia
Il comandante della polveriera era probabilmente già sotto stress per la fine del suo incarico e di mantenere l'ordine nella polveriera in un giorno di festa per gli operai.
Non appena alla polveriera si apprese la notizia del furto, il comandante fece chiamare subito rinforzi. Dal reparto di Silandro arrivarono due camionette che ottennero la fuga della maggior parte degli italiani e riuscendo a circondare la polveriera ottennero la resa di 11 di loro. Questi 11 vennero caricati su una camionetta e dopo essere stati privati di denaro e preziosi, vennero portati nella piazza del paese. Qui due persone furono fortemente maltrattate o linciate per ordine di un ufficiale della polizia militare; l'intenzione era di far seguire al linciaggio un'impiccagione per tutti e 11 gli operai.
I paesani vedendo quanto accadeva si dividevano in quelli che insultavano gli italiani gridando loro Walsche, ovvero straniero. Altri invece non erano d'accordo sulla scelta del luogo; non potevano accettare un linciaggio ed impiccagione in pieno centro . Fu dunque deciso di spostare il luogo dell'esecuzione. Gli 11 furono caricati nuovamente sulla camionetta e portati poco fuori dal paese sulle rive dell'Adige, nei pressi della casa cantoniera vicino alla chiesa della Madonna di Lourdes.
Qui furono fatti scendere ad uno ad uno, e uno di loro (Pietro Longhino) decise di ribellarsi e con un pugno in faccia al tedesco riuscì nell'impresa di fuggire, gettandosi nel corso del fiume. Dopo aver tentato di riacciuffarlo, sparandogli contro alcune raffiche, decisero di tornare indietro e di sterminare i restanti 10, con una fucilazione alle spalle. Uno di loro al momento dello sparo, ebbe un malore e cadde a terra prima che il colpo lo raggiungesse. Nonostante un'ultima raffica per avere la certezza di aver ucciso tutti, quest'ultimo si salvò.
Alcuni giorni dopo anche il medico di Lasa, il dottor Michele Indovina, fu fucilato nello stesso luogo, probabilmente sempre da soldati tedeschi. Questi stava tornando da Silandro a casa dopo aver visitato una partoriente. Non è noto il motivo della sua morte.

### Indagini
Sulla storia di questa strage indagarono dopo circa un mese i carabinieri. Le operazioni di indagine durarono l'intera estate e si conclusero con alcuni arresti e denunce per favoreggiamento.